# Piotr Szybilski
Piotr Szybilski (ur. 2 maja 1973 w Warszawie) – polski koszykarz, reprezentant kraju występujący na pozycji środkowego i silnego skrzydłowego. Trzykrotny mistrz Polski, wicemistrz Polski oraz brązowy medalista Mistrzostw Polski. Ponadto trzykrotny zdobywca Pucharu Polski. Uczestnik Mistrzostw Europy (1997 – 7. miejsce), uczestnik półfinału Pucharu Koracza.
Jako jeden z nielicznych polskich koszykarzy ukończył amerykańską uczelnię (Providence), w czasie studiów występował w lidze NCAA.
W 2005 roku Szybilski wraz z Filipem Kenigiem, Jakubem Urbanowiczem oraz Michałem Woźniakiem powołują do życia firmę „Tilia” działającą w branży budownictwa sportowego.
W kwietniu 2010 roku spółka staje się większościowym udziałowcem klubu ŁKS. W 2011 drużyny piłkarska i koszykarska ŁKS wywalczyły awans do ekstraklasy.

## Osiągnięcia
Na podstawie, o ile nie zaznaczono inaczej.
NCAA
- Uczestnik turnieju:
  - NCAA (1994)
  - National Invitation Tournament (NIT – 1995, 1996)
- Mistrz konferencji Big East (1994)

Klubowe
- Mistrz Polski (1997, 2000, 2002)
- Wicemistrz Polski (1998)
- Brązowy medalista mistrzostw Polski (2001)
- Zdobywca:
  - Pucharu Polski (1998, 1999, 2001)
  - Superpucharu Polski (1999)
- Finalista Superpucharu Polski (2000, 2001)
- Mistrz Polski juniorów (1992)

Indywidualne
- Uczestnik:
  - meczu gwiazd PLK (1996, 1998)
  - meczu gwiazd – Polska vs Gwiazdy PLK (1997 – Ruda Sląska, 1997 – Sopot, 2000 – powołany, nie wystąpił)
- Zaliczony do I składu:
  - PLK (1998)
  - I ligi (2006)[4]

Reprezentacja
- Uczestnik:
  - mistrzostw Europy:
    - 1997 – 7. miejsce
    - U-22 (1992 – 11. miejsce)
    - U-18 (1990 – 6. miejsce, 1992 – 9. miejsce)
    - U–16 (1989 – 11. miejsce)

  - kwalifikacji do:
    - igrzysk olimpijskich (1992)
    - Eurobasketu (1999, 2001, 2003)